# كياتو
كياتو (Κιάτο) هي مدينة في لجزء الشمالي من إقليم كورينثيا في شبه جزيرة بيلوبونيز في اليونان. وهي مقر بلدية سيكيونا.